# لوا (زیمتنگا)
لوا شهری در شهرستان زیمتنگا در استان بام در بورکینافاسوی شمالی است و جمعیت آن ۴۳۴ نفر است.